# نام جي هيون (مغنية)
نام جي هيون (هانغل: 남지현) (من مواليد 09 يناير 1990 في سيئول، كوريا الجنوبية) هي مغنية كورية جنوبية. وهي عضوة في فرقة، فور مينيت، التي شكلتها كيوب إنترتينمنت في عام 2009.

## المسلسلات
الشريك المريب (2017)

## روابط خارجية
- نام جي هيون على موقع IMDb (الإنجليزية)
- نام جي هيون على موقع ميوزك برينز (الإنجليزية)
- نام جي هيون على موقع ديسكوغز (الإنجليزية)
- نام جي هيون على موقع قاعدة بيانات الفيلم (الإنجليزية)